# فرودگاه ریویر دو لوپ
 فرودگاه ریویر دو لوپ (به انگلیسی: Rivière-du-Loup Airport) یک فرودگاه همگانی با کد یاتا YRI است که یک باند فرود آسفالت دارد و طول باند آن ۱۸۲۳ متر است. این فرودگاه در کشور کانادا قرار دارد و در ارتفاع ۱۳۰ متری از سطح دریا واقع شده است.